# Erste Märtyrer von Rom

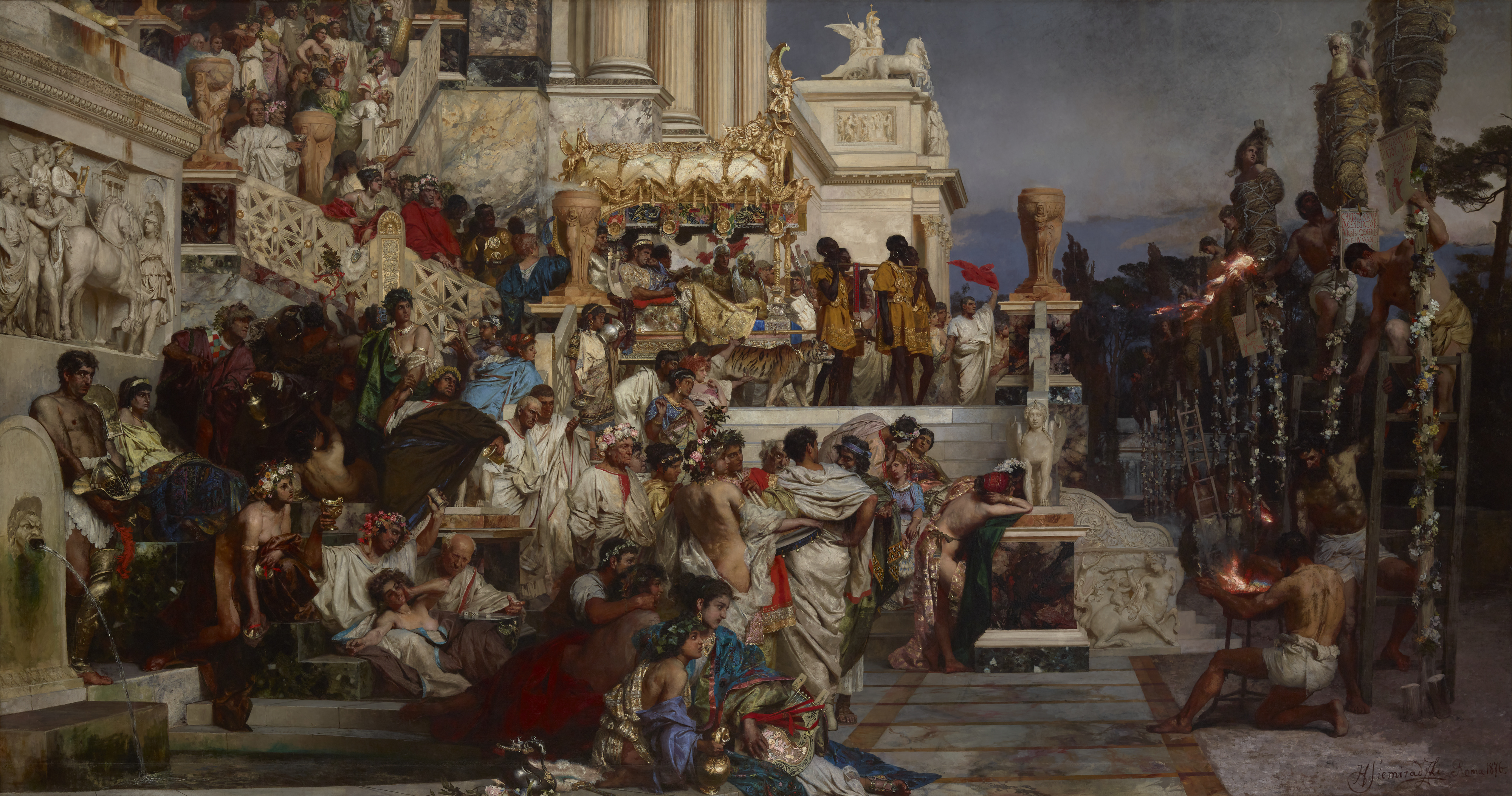
Henryk Siemiradzki: Neros lebende Fackeln. Tacitus berichtet, dass Christen ans Kreuz geschlagen und verbrannt wurden.

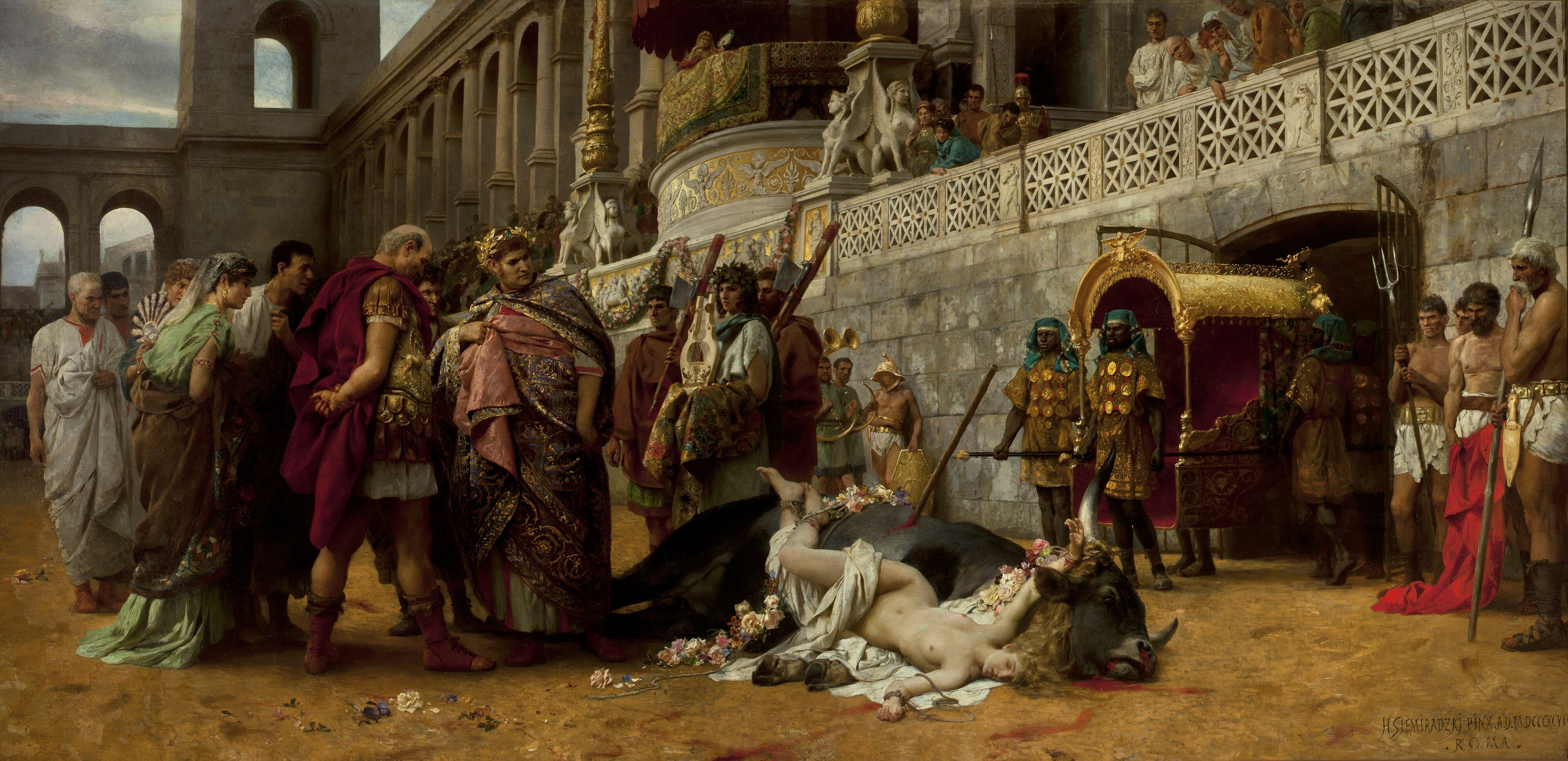
Henryk Siemiradzki: Eine christliche Dirke. Clemens von Rom berichtet, dass Christinnen an die Hörner von Stieren gefesselt den Märtyrertod erlitten.

Als erste Märtyrer von Rom werden im Martyrologium Romanum die Christen bezeichnet, die im Anschluss an den großen Brand Roms Opfer der Neronischen Christenverfolgung wurden. Sie werden als Heilige verehrt.

## Hintergrund
Der Großbrand Roms im Jahre 64 wurde schon frühzeitig dem Kaiser Nero zur Last gelegt. Dieser lenkte daher den Verdacht auf die Christen, ließ sie verfolgen und hinrichten. Der Historiker Tacitus berichtet hierzu in seinen Annalen:

„Man machte aus ihrer Hinrichtung ein lustiges Fest: In Tierhäuten steckend, wurden sie entweder von Hunden zerfleischt oder ans Kreuz geschlagen oder angezündet, um nach Eintritt der Dunkelheit als Fackeln zu dienen. Nero hatte seine eigenen Parkanlagen für dieses Schauspiel hergegeben und verband es mit einer Zircusaufführung. In der Tracht der Wagenlenker trieb er sich unter dem Volk umher oder fuhr auf dem Rennwagen. So regte sich das Mitleid mit jenen Menschen. Obwohl sie schuldig waren und die härtesten Strafen verdient hatten, fielen sie ja doch nicht dem Allgemeinwohl, sondern der Grausamkeit eines einzigen zum Opfer.“

Von der Verfolgung der Christen berichtet auch Clemens von Rom in seinem Brief an die Korinther, ohne den vorherigen Brand zu erwähnen.

## Gedenken
In der Stadt Rom wurde erstmals im Jahr 1923 der ersten Märtyrer der Stadt liturgisch gedacht; man wählte als Datum den Tag nach dem Hochfest des Martyriums der Apostel Petrus und Paulus, das nach der Überlieferung in derselben Verfolgungswelle geschah. Seit 1969 gilt der 30. Juni in der katholischen Kirche als nichtgebotener Gedenktag. Der Gedenktag ist auch im evangelischen Namenkalender der evangelischen Kirche enthalten.